# Gramzow
Gramzow là một đô thị ở huyện Uckermark, bang Brandenburg, Đức. Đô thị này có diện tích 65,67 km², dân số thời điểm 31 tháng 12 năm 2006 là 2048 người.